# Campionati svedesi di sci alpino 1987
Ai Campionati svedesi di sci alpino 1987 furono assegnati i titoli di discesa libera, supergigante, slalom gigante e slalom speciale, sia maschili sia femminili.

## Risultati
| Specialità      | Uomini              | Donne               |
| --------------- | ------------------- | ------------------- |
| Discesa libera  | Sverker Axdal       | Helena Kalte        |
| Supergigante    | Lars-Börje Eriksson | Camilla Lundbäck    |
| Slalom gigante  | Rickard Andersson   | Monica Äijä         |
| Slalom speciale | Mats Ericson        | Catarina Rosenqvist |